# Arctia corsica
Arctia corsica là một loài bướm đêm thuộc phân họ Arctiinae, họ Erebidae.